# Liste de lieux et monuments de Libreville
Cet article liste des lieux et monuments de Libreville au Gabon.

## Architecture

### Édifices religieux
- Cathédrale Notre-Dame-de-l'Assomption de Libreville
- Église Saint-Michel de Nkembo
- Cathédrale Saint Pierre
- Église Saint-André
- Église évangélique de la Grâce de Libreville
- Église Notre-Dame de Lourdes
- Mosquée du CHU
- Mosquée d'Okala
- Mosquée Hassan II
- Mosquée de Batavéa
- Mosquée de Montagne Sainte

### Hôpitaux
- Centre hospitalier de Libreville
- Hôpital d’Instruction des Armées d'Akanda
- Hôpital égypto-gabonais
- Hôpital sino-gabonais de Libreville
- Hôpital d’instruction des armées Omar Bongo Ondimba
- Centre Hospitalier Régional Estuaire Melen
- Hopital spécialisé de Nkembo

### Commerce
- Marché du Mont-Bouët
- Marché municipal de Nzeng-Ayong
- Owendo Business Center
- Galaxy Shopping center
- Mbolo
- Géant CKdo
- Carrefour Léon Mba

### Sport
- Stade Augustin Monédan de Sibang
- Stade d'Angondjé
- Stade Omar Bongo

### Bâtiments officiels
- Palais du Sénat
- Palais du bord de mer
- Palais Omar Bongo
- Cité de la démocratie
- Ambassade de France
- Palais de l'Assemblée nationale
- Siège de la Cour constitutionnelle
- Palais de Justice de Libreville
- Hôtel de Ville de Libreville
- ISTA
- Prison centrale
- Tour BEAC

## Transport

### Gares
- Aéroport international Léon-Mba
- Gare routière de Libreville
- Gare d'Owendo

### Routes et rues
- Boulevard du bord de mer
- Avenue de Coente
- Route nationale 1
- Boulevard de l'indépendance
- Voie express
- Boulevard Jean-Paul II

### Autres
- Port de Libreville
- Port d’Owendo

## Lieux

### Places et Parcs
- Arboretum de Sibang
- Parc national d'Akanda
- Arboretum de Raponda Walker
- Parc national de Pongara

### Autres lieux
- Pointe Denis
- Lac de Nzeng-Ayong
- Île Coniquet
- Île aux Perroquets

## Culture

### Éducation
- Lycée Blaise-Pascal de Libreville
- CENAREST
- Institut français du Gabon
- Prytanée militaire de Libreville
- Université Omar-Bongo
- American International School of Libreville (AISL)
- Lycée Technique National Omar Bongo
- École Ruban vert
- Lycée d'État Paul Indjendjet Gondjout
- École nationale des eaux et forêts
- Institut Supérieur de Technologie
- École nationale d'administration
- Institut des Techniques Avancées
- Université africaine des sciences

### Musées
- Musée national des Arts, Rites et Traditions du Gabon

### Autres
- Bibliothèque centrale de l'école normale supérieure
- Bibliothèque nationale
- Relais d'Arts Victoire Issembe
- Centre International des Civilisations Bantu

## Carte de lieux et monuments
| Carte de lieux et monuments de Libreville |
| Carte interactive de Libreville           |